# Гайворон

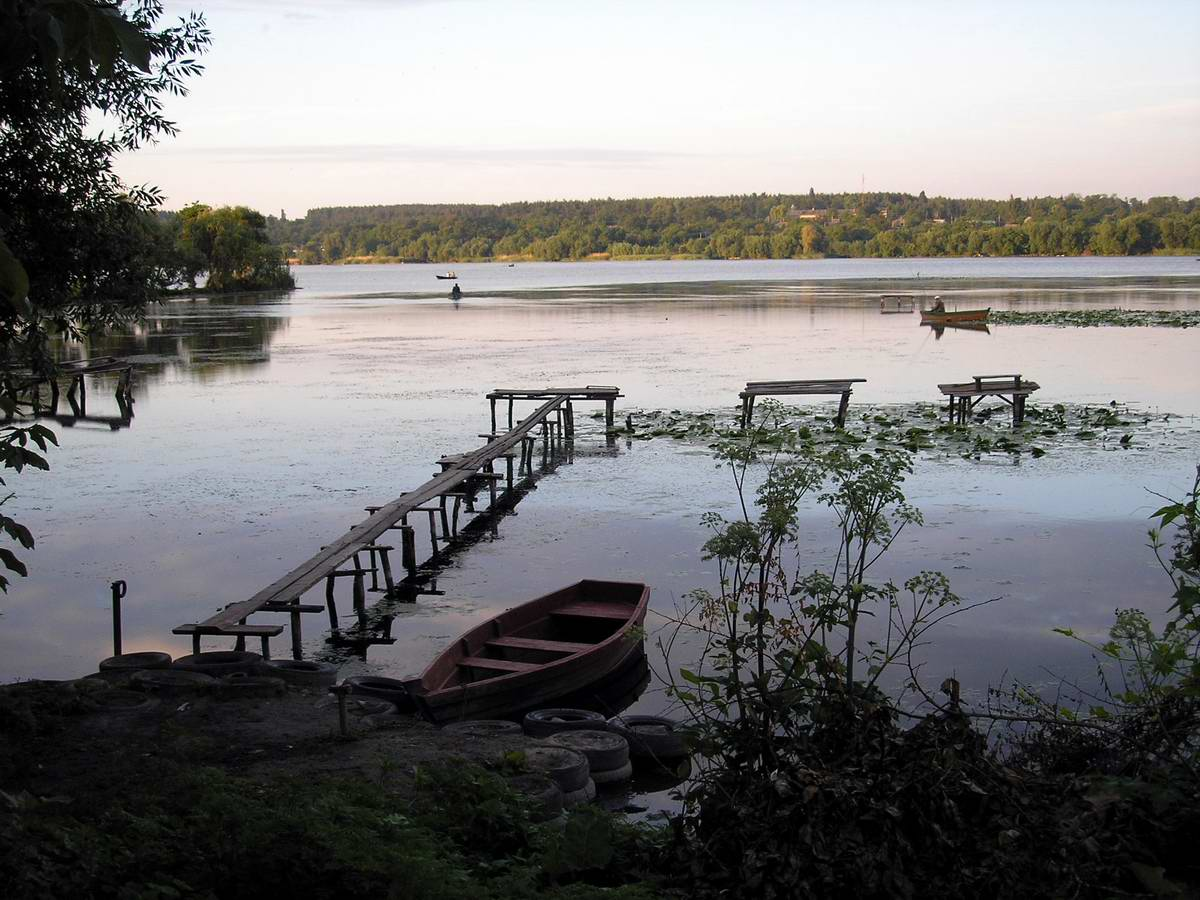
Гайворон, вид на Південний Буг

Га́йворон — місто в Кіровоградській області, на березі річки Південний Буг. Адміністративний центр Гайворонської громади. Залізничний вузол. Засноване у XVIII ст. як козацький зимівник.

## Історія міста Гайворона
Археологічні дослідження підтвердили, що понад рікою Бугом люди селилися ще в добу неоліту, тобто у VI—III тисячоліттях до нашої ери. У добу міді (IV—III тисячоліттях до н. е.) тут володарювали племена археологічної трипільської культури, на що вказує розкопане поблизу Гайворона поселення.

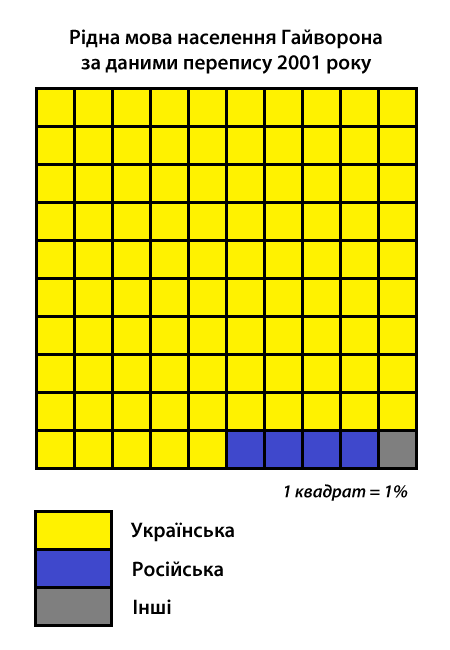
Рідна мова населення Гайворона за даними перепису 2001 року

У І тисячолітті нашої ери на Прибужжі проживали землеробські племена східних слов'ян. Вони свого часу входили до антського племінного союзу, що уславився завдяки своїм відносинам з Візантією. Поблизу Гайворона археологами було виявлено поселення ранньослов'янської черняхівської культури (II—VI ст. н. е.) Ця культура була поширена головним чином на території України і займала майже всю лісостепову зону від Прикарпаття до водорозділу Дніпра і Дону.

### Ранньослов'янський металургійний центр
У 1960—1961 роках біля Гайворона на правому березі Південного Бугу археологами розкопано і досліджено ранньослов'янський металургійний центр VI—VII століть н. е., який увійшов в історію під назвою «Гайворонське поселення». Виявлено 25 залізоплавильних печей, залишки напівземлянкового житла, виробничий інвентар, предмети побуту, прикраси.

### Струньків і Струньківський Ташлик
За переказами Струньків і Ташлик Струньківський спочатку були невеликими давніми поселеннями, а із збільшенням у них кількості жителів вони злились в один населений пункт. Біля Струнькова (нині центральна частина Гайворона) простягався Гардовий шлях.
З початку XVIII ст. відчутний вплив на прибузьку територію Запорозької Січі.
Земля і жителі Струнькового належали графу Станіславу Потоцькому. У 1752 році тут виділено землю для церковних потреб, а в 1753-у завершено спорудження храму. Як пише Юхим Сіцинський, першу дерев'яну церкву перенесено з с. Громи, що під Уманню. Вона була зведена на честь святого Івана Предтечі.
На ті часи повинності на селян накладалися невеликі, бо прикордонна прибузька територія до 1768 року була заслоном проти нападу ногайських татар. Тому жителі Гайворона, Струнькового і Ташлика, крім землеробства, виконували ще й функції вартових.
У XIX ст. чисельність євреїв значно збільшилась. Як писав В. К. Гульдман у книзі «Подільська губернія», улюбленим заняттям євреїв була торгівля, різні сфери побутових послуг. У їх віданні була лісова промисловість, постачання цукроварень сировиною і матеріалами. Євреї надавали кредит як поміщикам і заводчикам, так і міщанам та селянам. Єврей на селі — був ходячий ринок збуту.
Відповідно до перепису («Ревизские сказки») у 1811 р. у с. Струнькові проживало 432 жителі чоловічої статі (кількість жінок не значиться), які належали графу С. Потоцькому.

### ПочатокХХстоліття
У 1905 році землі села Гайворона належали Д. П. Смирнову, А. М. Канішевському і О. І. Головку. Дворів було 323, мешкало 1530 осіб. Віддаль до повітового міста Гайсина — 66 верст, а до волосного містечка (Хащувате) — 12 верст. Найближча поштова станція (куди адресували кореспонденцію) — залізнична станція Гайворон, найближча земська станція — м. Хащувате — 12 верст. У селі діяла православна церква і церковно-парафіяльна школа.
У с. Струнькові, що належало Алозієві Чарновському, налічували 173 двори і 960 мешканців. В селі були православний храм, двокласне церковно-парафіяльне училище, поштово-телеграфне залізничне відділення, урядницький пункт, водяний млин і аптеки.
Ташлик Струньківський належав А.Чарновському. Дворів 213, мешканців — 1116 чоловік. В селі був винокурний (спиртовий) завод.
9 січня 1905 року розпочалась перша народна революція. Саме тоді у Петербурзі царські війська розстріляли мирну демонстрацію. На знак солідарності розпочались страйки у промислових центрах України.
18 жовтня 1905 року залізничники гайворонського вузла підтримали всеросійський жовтневий політичний страйк. Рух потягів припинився. Страйкарі висунули вимогу, що приступлять до роботи лише тоді, коли буде скорочений робочий день і збільшена заплата.
17—18 січня та 5—6 березня 1920 року у Гайвороні під час Зимового походу Армії УНР зупинявся на ночівлю Кінний полк Чорних Запорожців. Після виправи до сусіднього Устя полк протягом 6—13 березня стояв у Гайвороні.

### Місто Гайворон
В 1897 році на з'єднанні всіх південних залізничних під'їзних шляхів було побудовано з майстерні з ремонту паровозів вузької (750 мм) колії Російським акціонерним товариством Царського будинку (Головні майстерні для ремонту поїздів). У 1937 році Головні майстерні були перейменовані в Гайворонський паровозоремонтний завод — єдине в системі ЦТВР МПС СРСР підприємство, яке спеціалізувалося на ремонті паровозів вузької (750 мм) колії. У квітні 1970 року підприємство було перейменовано на тепловозоремонтний завод.
22 січня 1932 року вийшов перший номер районної газети «Шлях комуни». У Гайвороні також видавали з 1932 по 1940 рік відомчі газети «Топка», «Сигнал політвідділу», «Правда залізничника».
У 1932 році Україну поділено на 7 областей (а у 1939 р. — на 15). Гайворон з 1932 року у складі Грушківського району Одеської області, а з 1935 р. — центр Гайворонського району. В складі Одеської області він перебував до 1954 року, коли був переданий до Кіровоградської області.
Розвивалися промислові підприємства.

У 1935 році споруджено вагонне депо, реконструйовано паровозне депо і державний млин, який за добу почав видавати 180 тонн борошна.
У 1936 році збудовано маслозавод, кілька підприємств побутового обслуговування. У 1938 році на лівому березі Південного Бугу, де впадає річка Ташличка, кам'яний масив дослідили геологи «Союз-проєкту» головного управління шосейних доріг і обрахували запаси мігматитів. Родовище було передане створеному підприємству для промислової розробки.
В 1936 р. розпочалося спорудження районної ветеринарної лікарні. З 1927 р. по 1965 р. головним ветеринарним лікарем працював Петро (син Михайла) Заболотний. Його багаторічна сумлінна праця відзначена орденом «Знак пошани» та присвоєнням звання заслуженого ветеринарного лікаря України.
Мешкають також росіяни, євреї, білоруси, молдавани, ґаґаузи, вірмени, болгари та представники інших національностей.
25.10.1938 село Гайворон віднесено до категорії смт.

Гайворонська районна рада

19.04.1949 смт Гайворон віднесено до категорії міст районного підпорядкування.
23.12.1959 с. Гайворон включено в смугу міста Гайворон.
17.07.2020 року м. Гайворон віднесено до Голованівського району.

## Населення

### Національний склад
Національний склад населення за даними перепису 2001 року:
| Національність  | Відсоток |
| --------------- | -------- |
| українці        | 94,88%   |
| росіяни         | 3,79%    |
| білоруси        | 0,28%    |
| вірмени         | 0,22%    |
| цигани          | 0,19%    |
| молдовани       | 0,15%    |
| євреї           | 0,11%    |
| інші/не вказали | 0,38%    |

### Мовний склад
Рідна мова населення за даними перепису 2001 року:
| Мова            | Чисельність, осіб | Відсоток |
| --------------- | ----------------- | -------- |
| Українська      | 15 228            | 95,44%   |
| Російська       | 649               | 4,07%    |
| Вірменська      | 29                | 0,18%    |
| Білоруська      | 15                | 0,09%    |
| Інші/Не вказали | 35                | 0,22%    |
| Разом           | 15 956            | 100%     |

## Економіка

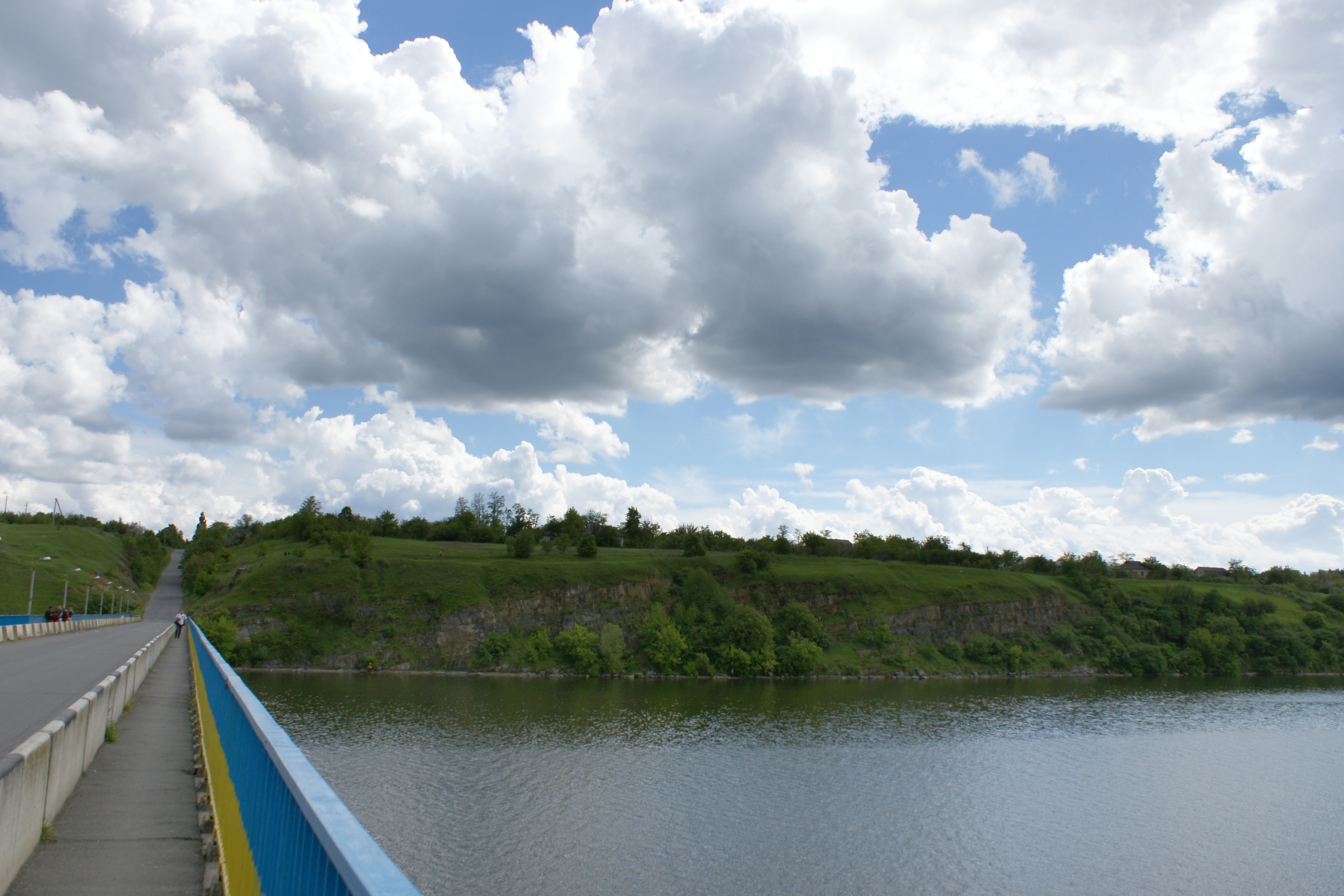
Міст гідроелектростанція

ПАТ «Гайворонський тепловозоремонтний завод» — містоутворююче промислове підприємство, що спеціалізується на капітальному ремонті тепловозів нормальної і вузької колії, а також виробництві запасних частин тягового рухомого складу.
Гайворон — залізничний вузол.
Також у місті функціонують олійний завод, гранітний кар'єр, гідроелектростанція.

## Транспорт, Вузькоколійка

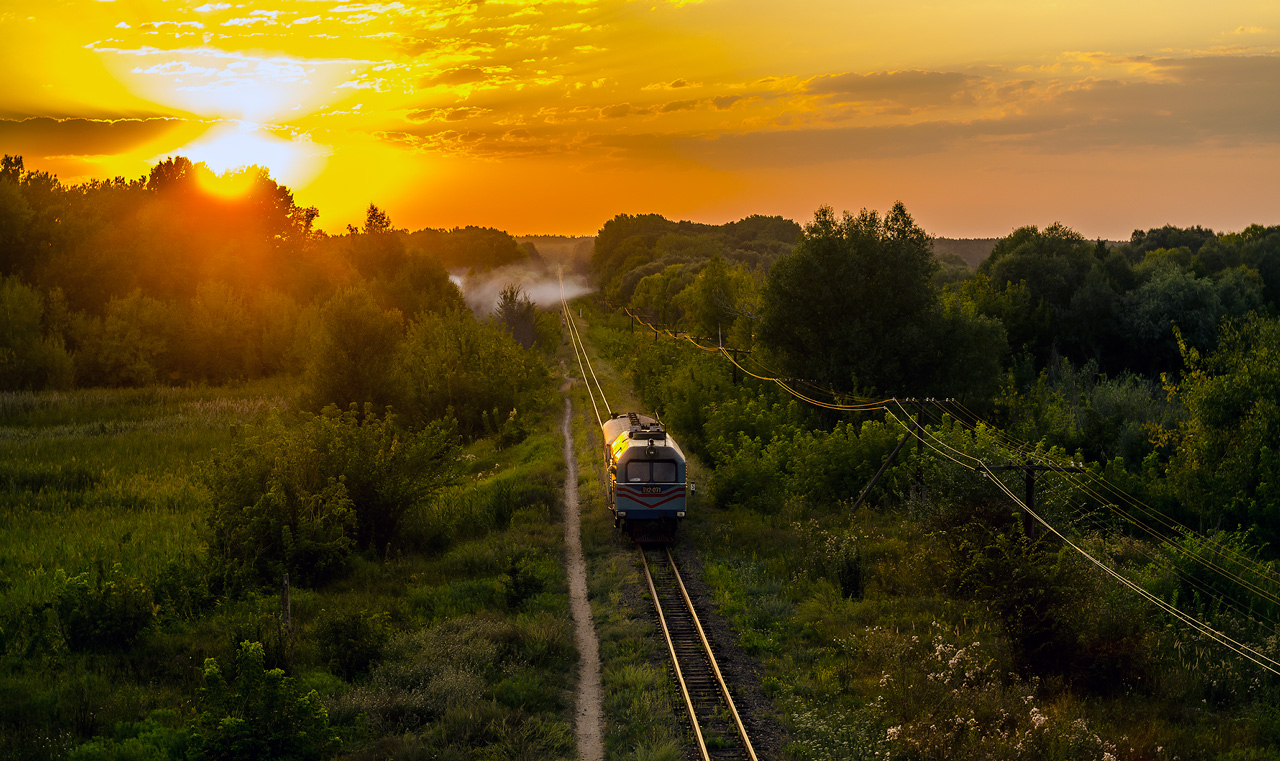
Перегін Бершадь — Гайворон

Одним із історичних символів Гайворона та тим, що притягує сюди туристів, є залізниця.
Раніше з Гайворона діяли десятки вузькоколійних напрямків, сягаючи Миколаївської та Житомирської областей. Частина із цих залізниць нині закрита в зв'язку з закриттям цукрових заводів, інші — перешиті на широку (стандартну) колію і діють у наш час.
У Гайворонському депо досі ремонтують вузькоколійні вагони і локомотиви, у тому числі і з інших залізниць України.
Були навіть справжні нічні поїзди з лежачими місцями, постіллю і чаєм. Зараз же протяжність скоротилася, і тому залишилися лише приміські. Дотепер збереглася й діє вузькоколійна залізниця Рудниця—Бершадь-Гайворон—Голованівськ. Вартість проїзду за низьким тарифом з наданням усіх пільг. Старовинним (ще німецьким) вузькоколійним поїздом варто проїхатися. Це рідкість для України.
Див.Розклад руху [Архівовано 22 лютого 2014 у Wayback Machine.].

### Рудницький напрямок

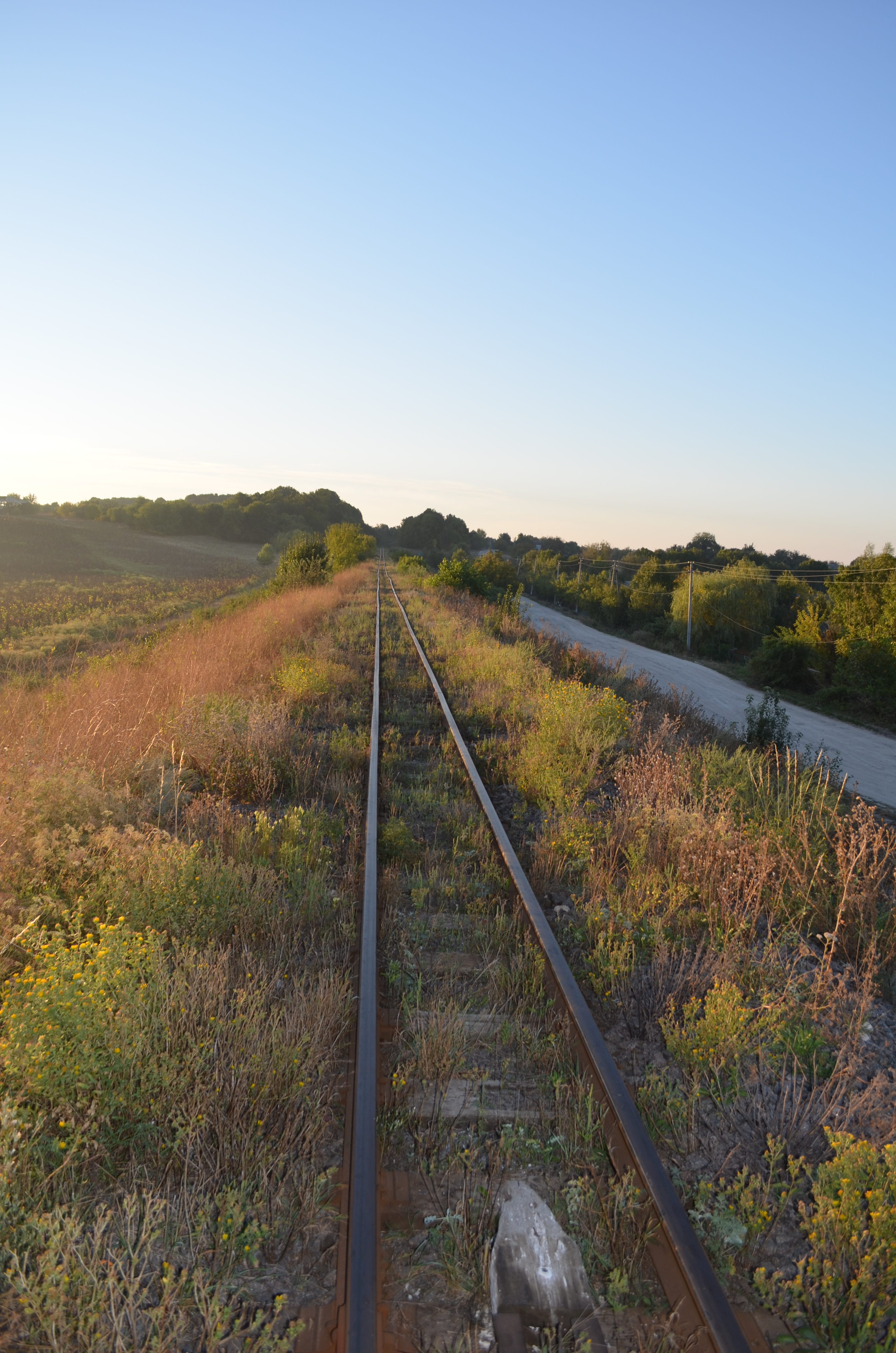
Вузькоколійна залізниця Рудниця-Гайворон

Приміські вузькоколійні поїзди Гайворон-Рудниця (зупинки: Передбужжя, 5 км, Піонер, Осіївка, Устя, Кириївка, станція Бершадь, Яланець, Каташин, Дохно, Куренівка, Щербакове, Нефар.
На ст. Рудниця можлива пересадка на приміські поїзди до ст. Одеса (через Попелюхи, Кодиму, Слобідку, Котовськ, Роздільну I), до ст. Вапнярка (через Крижопіль, Заболотне, Княжеве) та пасажирські поїзди до Одеси, Вінниці, Києва, Львова тощо.
Після півторарічної перерви у вересні 2021 року відновлено рух по даній ділянці (Гайворон-Рудниця)
Поїзд курсує щоденно 1 раз на добу.

### Голованівський напрямок
Приміські вузькоколійні дизель-поїзди Гайворон-Голованівськ (через Хащувате, Мощену, Таужню, Грушку, 339 км).
На ст. Голованівськ є зручна пересадка на приміський поїзд до ст. Помічна (через Підгородну, Первомайськ).
Із 30 грудня 2018 року дана ділянка не функціонує останній поїзд пройшов по ній 30 грудня 2018 року.

### Вінницький напрямок
У понеділок 14 грудня 2015 року після дворічної перерви вирушив на Вінницю приміський поїзд. З літа 2016 року він курсує у складі плацкартних вагонів, і уже не два, а три рази на тиждень.
Розклад руху поїзда: на Вінницю: відправлення 00.35, прибуття у Вінницю 6.48 по пн., ср., пт. Із Вінниці по пн., ср., пт. о 17.05, прибуття в Гайворон 23.05. Поїзд слідує через Ставки, Джулинку, Генрихівку, Орлик, Дуклю, Антонівку, Зятківці, Гайсин, Криштопівку, Ситківці, Семенки, ст. Самчинці (село Райгород), Кароліну, Немирів, Вороновицю, Гуменне.
Обслуговує Гайворонське депо. Максимальна вартість проїзду 26 грн. Цікаво, що пенсіонери їздять абсолютно безкоштовно!

## Навчальні заклади
Навчальні заклади міста:
- 4 загальноосвітні школи (№ 1, 2, 3, 5) функціонували до 2017 року;
- комунальний заклад «Гайворонський ліцей № 2» Гайворонської районної ради Кіровоградської області з 2018 року;
- Політехнічний коледж;
- Аграрний технічний ліцей;
- Гайворонський міжшкільний ресурсний центр (раніше, до 07.2022 року — Гайворонський міжшкільний навчально-виробничий комбінат).

## Відомі люди
- Асман Ярослав Степанович — український дипломат. Після проголошення незалежності України входив до складу першої делегації, яка представляла інтереси вже незалежної країни на 46-й сесії Генеральної Асамблеї ООН[15].
- Гайворон Іван Йосипович — поет.
- Гонтарук Микола Миколайович (1935—1994) — український педагог, науковець, ведучий методист України з проблем методики навчання фізики у середній школі, дослідник і теоретик основ з підвищення ефективності сучасного уроку як основної форми навчально-виховного процесу, громадський діяч, лектор, Відмінник народної освіти.
- Дзиговський Олександр Миколайович (1953—2020) — український археолог, доктор історичних наук.
- Кришталь Михайло Володимирович (*1970) — український актор театру, кіно та дубляжу, шоумен, композитор, поет-пісняр, аранжувальник.
- Насипана Світлана Іванівна (1943—2016) — громадський, політичний та культурний діяч.
- Сосонська Людмила Іванівна — заслужена вчителька України, відмінник народної освіти, вчитель-методист.
- Ставчанський Михайло Михайлович — український педагог, методист з трудового навчання, організатор виробничого навчання, ініціатор та  перший директор Гайворонського міжшкільного навчально-виробничого комбінату.
- Янушевич Ганна Яківна (1907—1983) — українська акторка.

## Захисники Гайворонщини, що загинули в період Російського вторгнення в Україну[16]
1. Грабовий Валерій Миколайович (15.08.1969 - 14.06.2014)
2. Шимчик Ярослав Володимирович (07.06.1992—29.07.2014) — спецпризначанець, старший солдат Збройних сил України, учасник російсько-української війни.
3. Глобенко Олексій Іванович (09.05.1988 - 29.07.2014)
4. Дрьомін Ярослав Павлович (26.12.1986 - 29.08.2014)
5. Гайда Ярослав Михайлович (25.05.1985 - 19.12.2014)
6. Грішин Ігор Анатолійович (29.09.1969 - 04.02.2016) - загинув під час мінометного обстрілу взводного опорного пункту біля смт. Зайцеве (Горлівка, Донецька область).
7. Бабчук Сергій Анатолійович (28.11.1971 - 05.03.2022) - полковник, загинув під час запеклих боїв 5 березня 2022 року в м.Волноваха.
8. Сімчук Володимир Іванович (26.03.1978 - 12.03.2022) - військовослужбовець, загинув 12 березня під час ракетного удару по аеродрому Канатово під Кропивницьким.
9. Перевознюк Роман Олександрович (25.08.1979 - 29.03.2022) - загинув поблизу н.п. Олександрівка, Херсонської області.
10. Рейниш Дмитро Русланович (26.10.2000 - 31.03.2022) — солдат окремого загону спеціального призначення НГУ «Азов» Національної гвардії України, загинув 31 березня 2022 року при евакуації з "Азовсталі" – збили гелікоптер.
11. Сметанський Вадим Олексійович (10.12.1995—26.02.2022) — військовослужбовець 80–ї окремої десантно-штурмової бригади (в/ч А0284), загинув 26 лютого у місті Буча, Київської області під час боротьби з російськими окупантами.
12. Гінзерський Вадим Миколайович (08.03.1987 - 26.05.2022) - загинув під час бойового зіткнення з противником неподалік н.п. Тошківське, Луганської області.
13. Манзюк Євгеній Олександрович (08.09.1990—27.05.2022) — молодший лейтенант, командир взводу зв'язку десантно-штурмового батальйону 80–ї окремої десантно-штурмової бригади (в/ч 0284), загинув 27 травня у бою з російськими загарбниками поблизу населеного пункту Берестове, Бахмутського району, Донецької області.
14. Замишляк Олексій Анатолійович (24.03.1984 - 29.05.2022) - загинув під час виконання бойового завдання в містіСіверськодонецьк, Луганської області
15. Мулько Віталій Миколайович (1983—2022) — старший солдат збройних сил України, учасник російсько-української війни.

## Почесні громадяни міста
- Недолівко Микола Миколайович;
- Заболотний Петро Миколайович, заслужений лікар;
- Баланівський Степан Миколайович;
- Жидельов Микола Федорович;
- Ніколайчук Олекса Несторович, заслужений вчитель;
- Завальнюк Віктор Микитович, заслужений вчитель;
- Жук Олександр Васильович, заслужений лікар;
- Мальков Микола Іванович.

## Пам'ятки
- Вузькоколійна залізниця

## Цікаві факти
- Гайворонська вузькоколійна залізниця — найдовша в Європі вузькоколійка;
- Пенсіонери мають право безкоштовного проїзду в усіх поїздах, які вирушають із Гайворона;
- Гайворон — найсхідніше місто історичної місцевості Поділля.

## Галерея

Пам'ятник Тарасові Шевченку
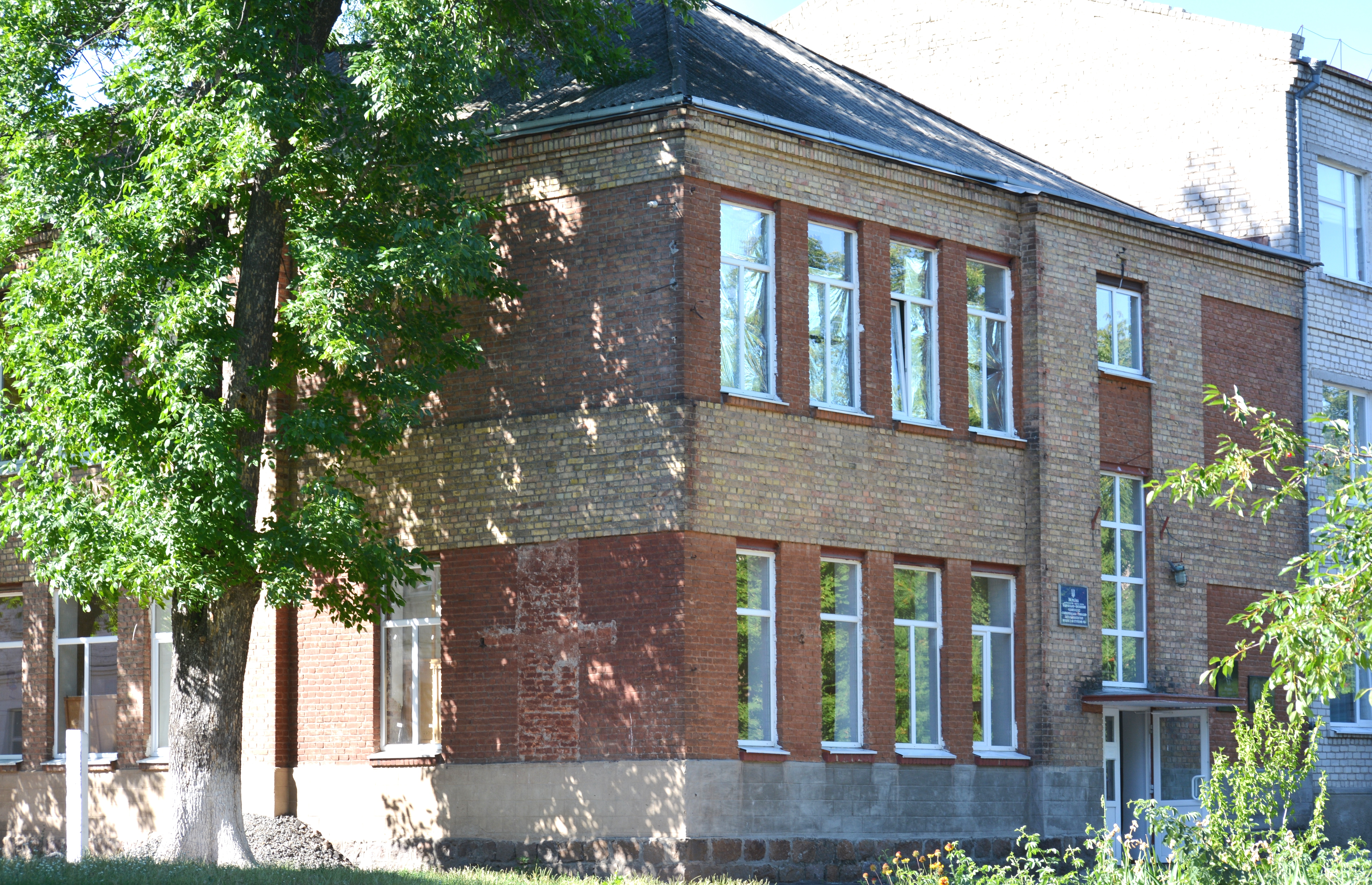
Школа № 5
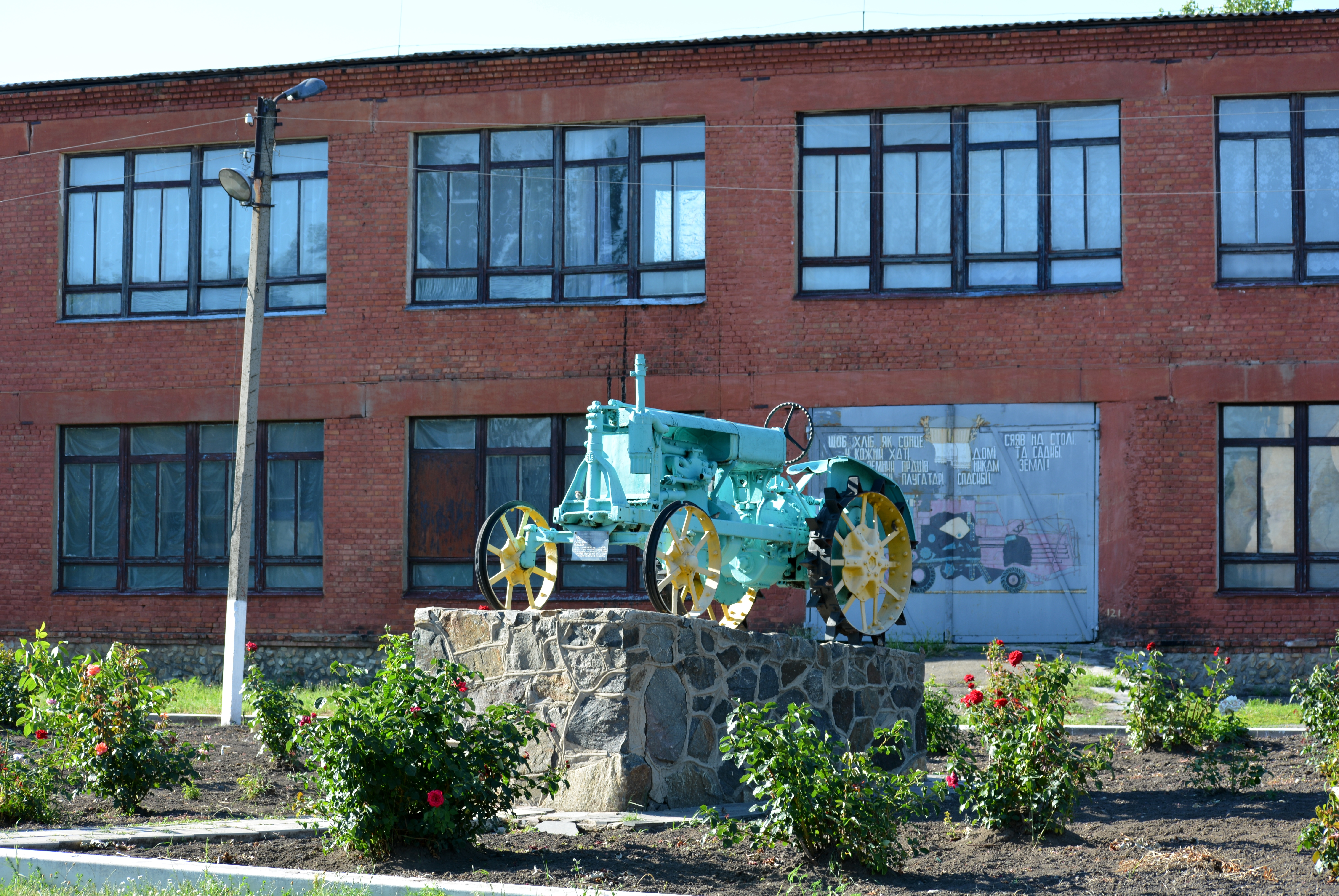
Пам'ятний знак Трудової Слави – Трактор
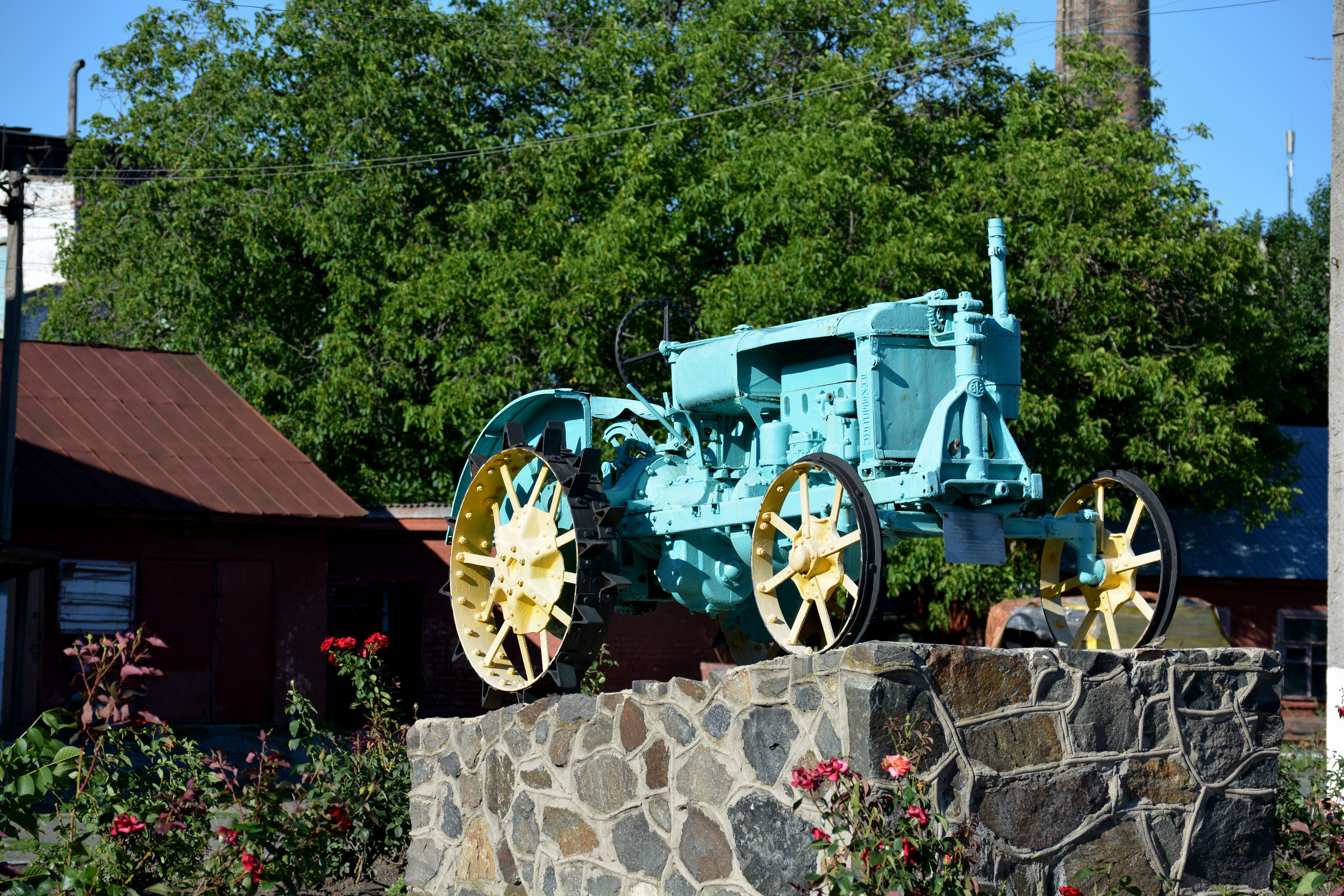
Пам'ятний знак Трудової Слави – Трактор Універсал ВТЗ
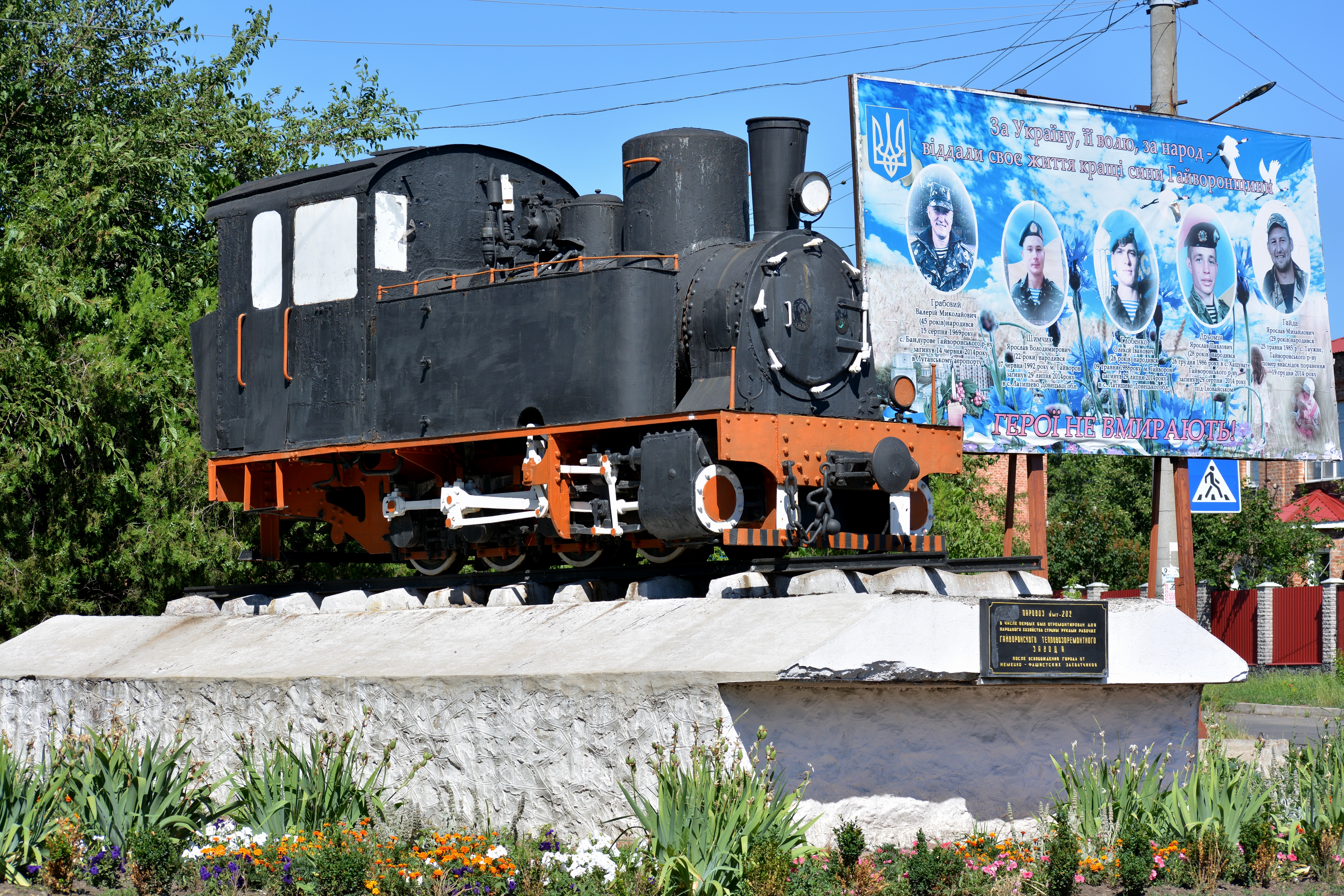
Пам'ятний технічний знак – паровоз МТ-202
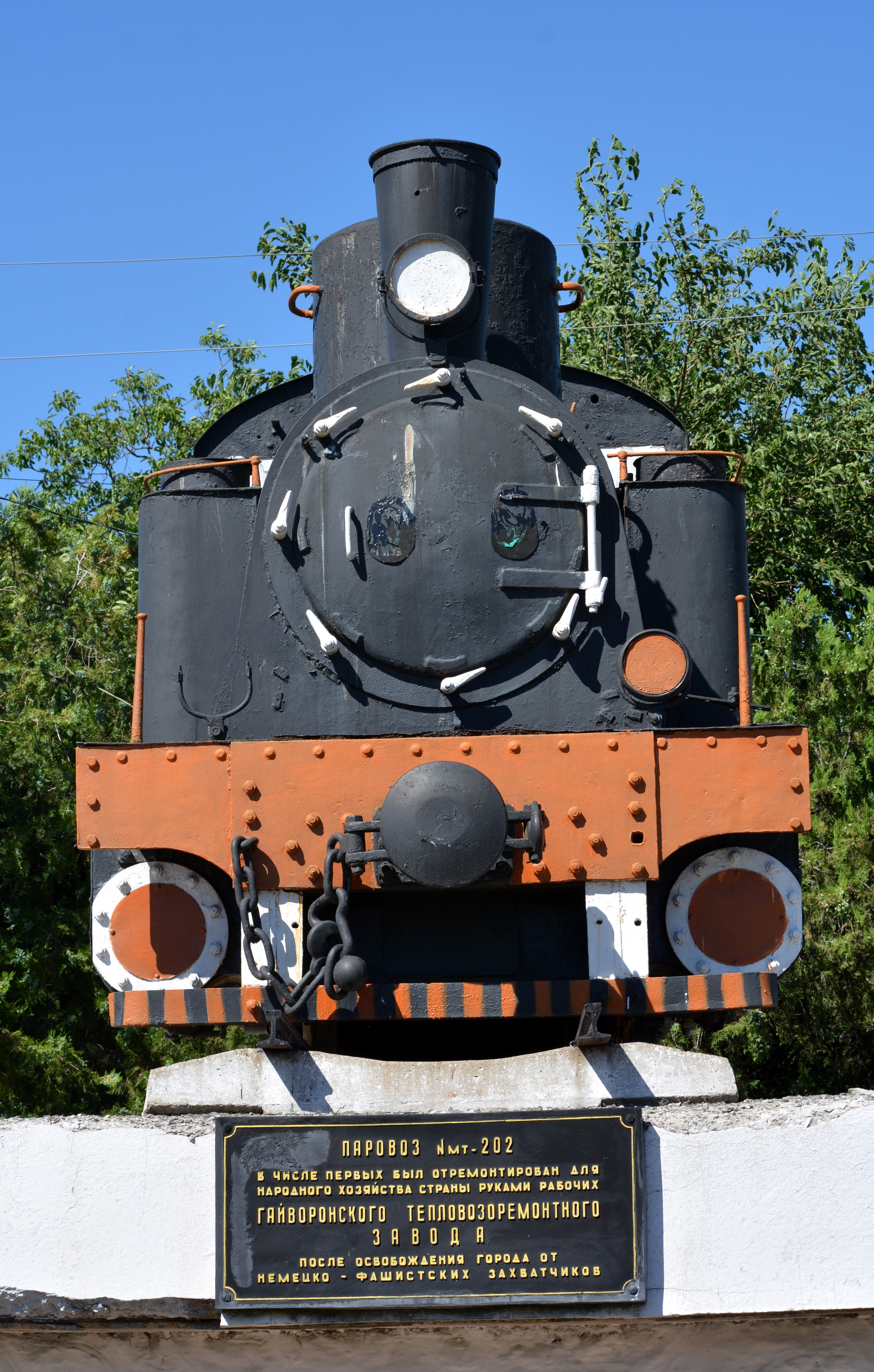
Паровоз МТ-202
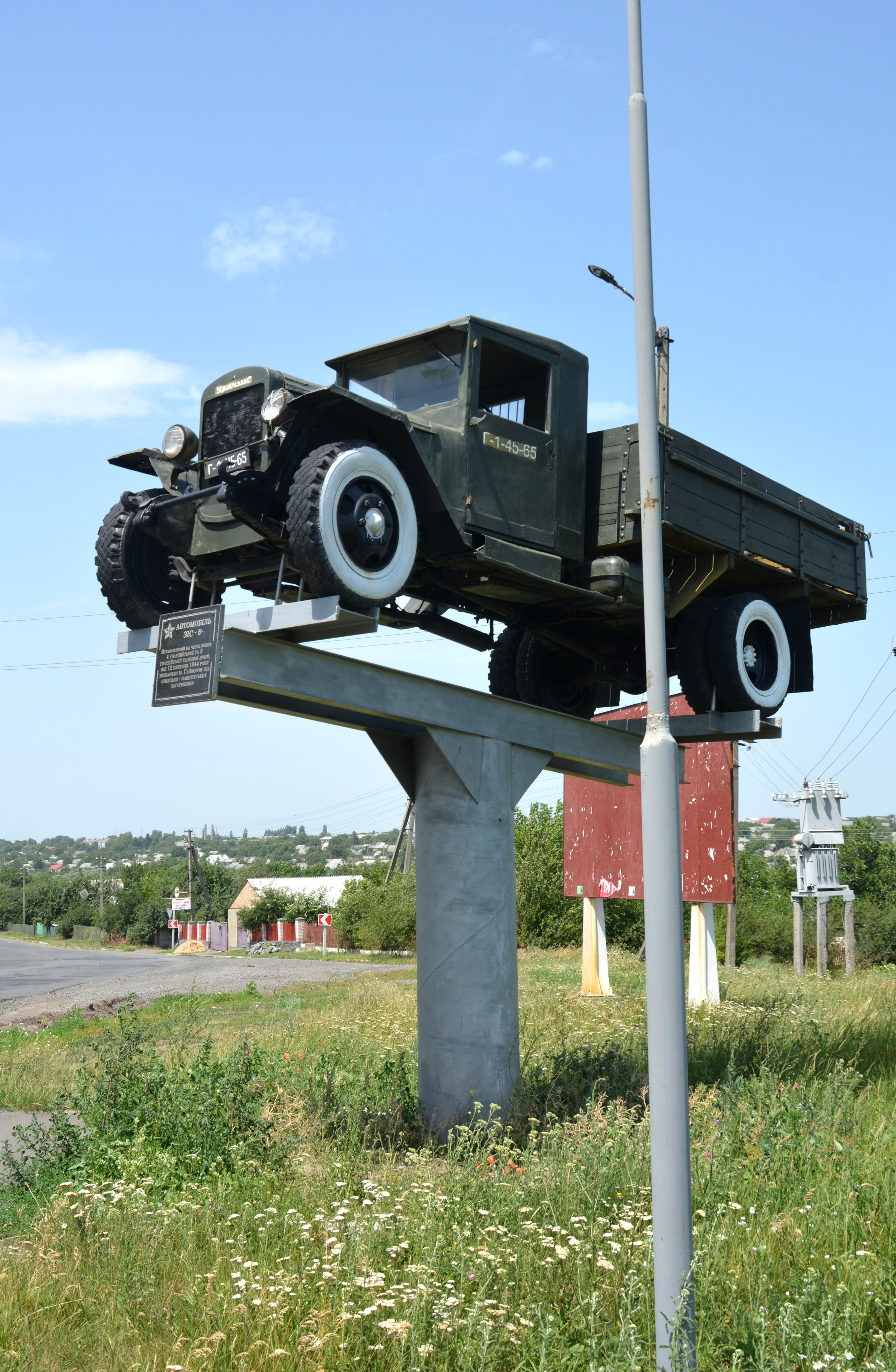
Автомобіль ЗІС- 5
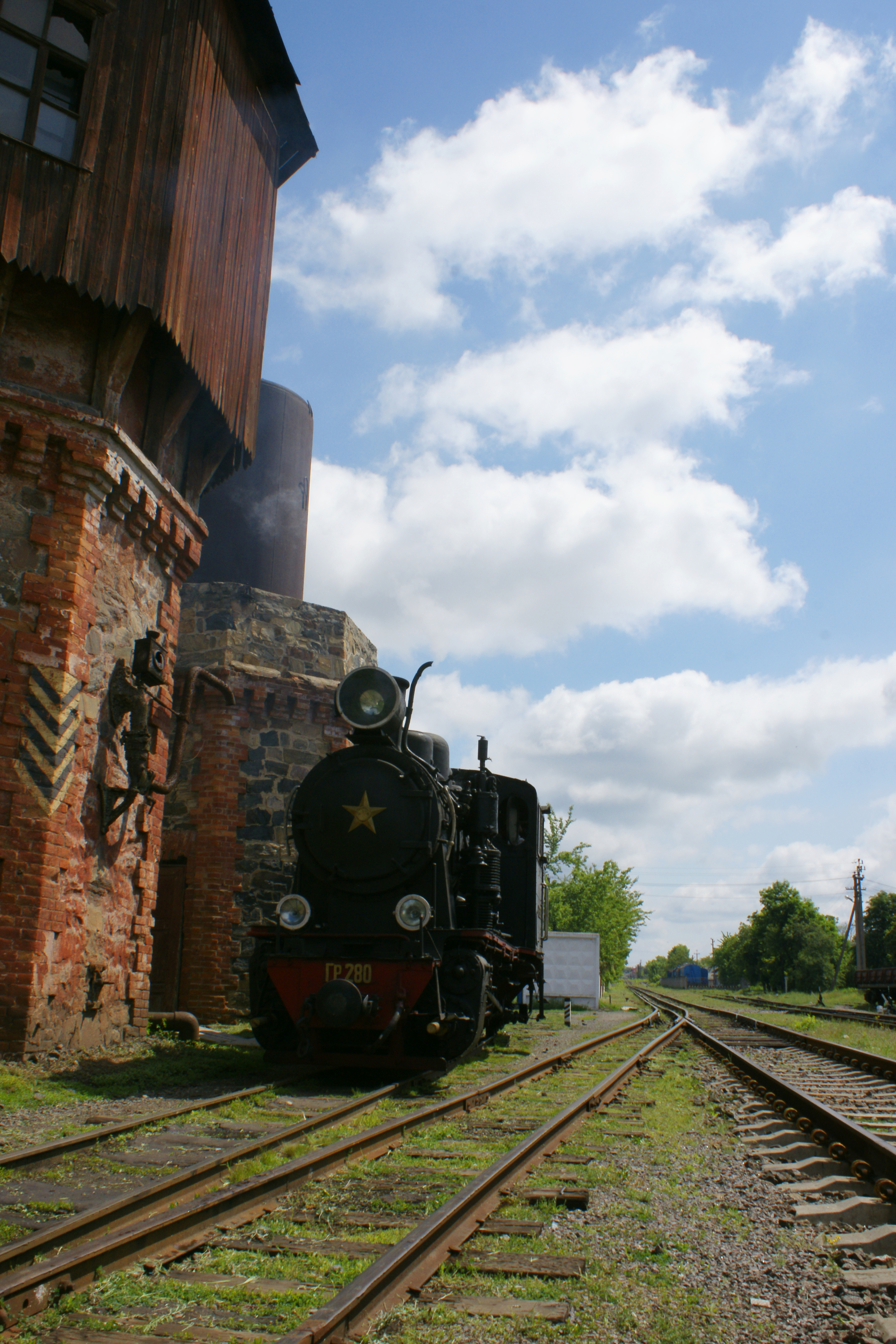
Залізничний вокзал, Гайворон, площа Привокзальна
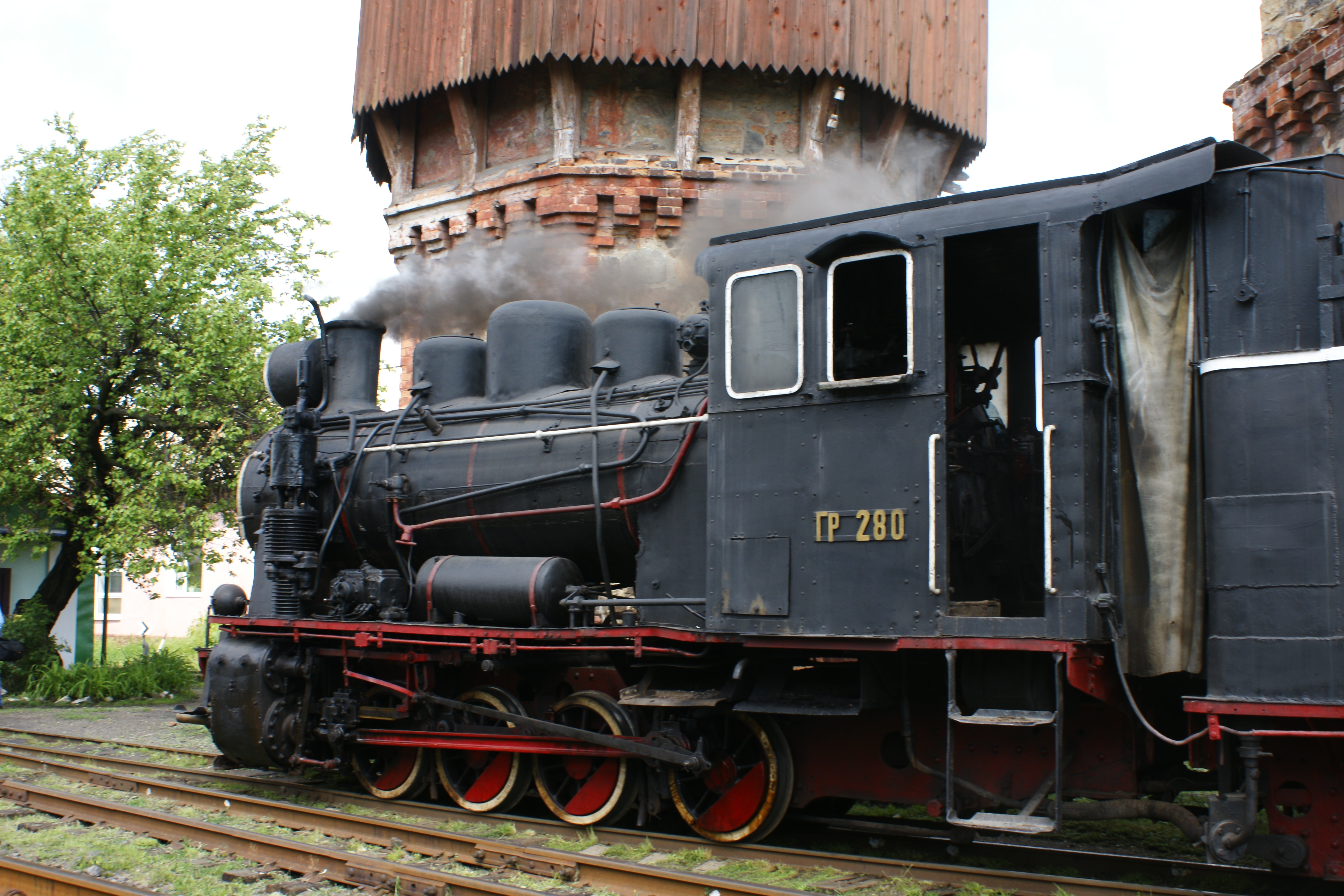
Паровоз
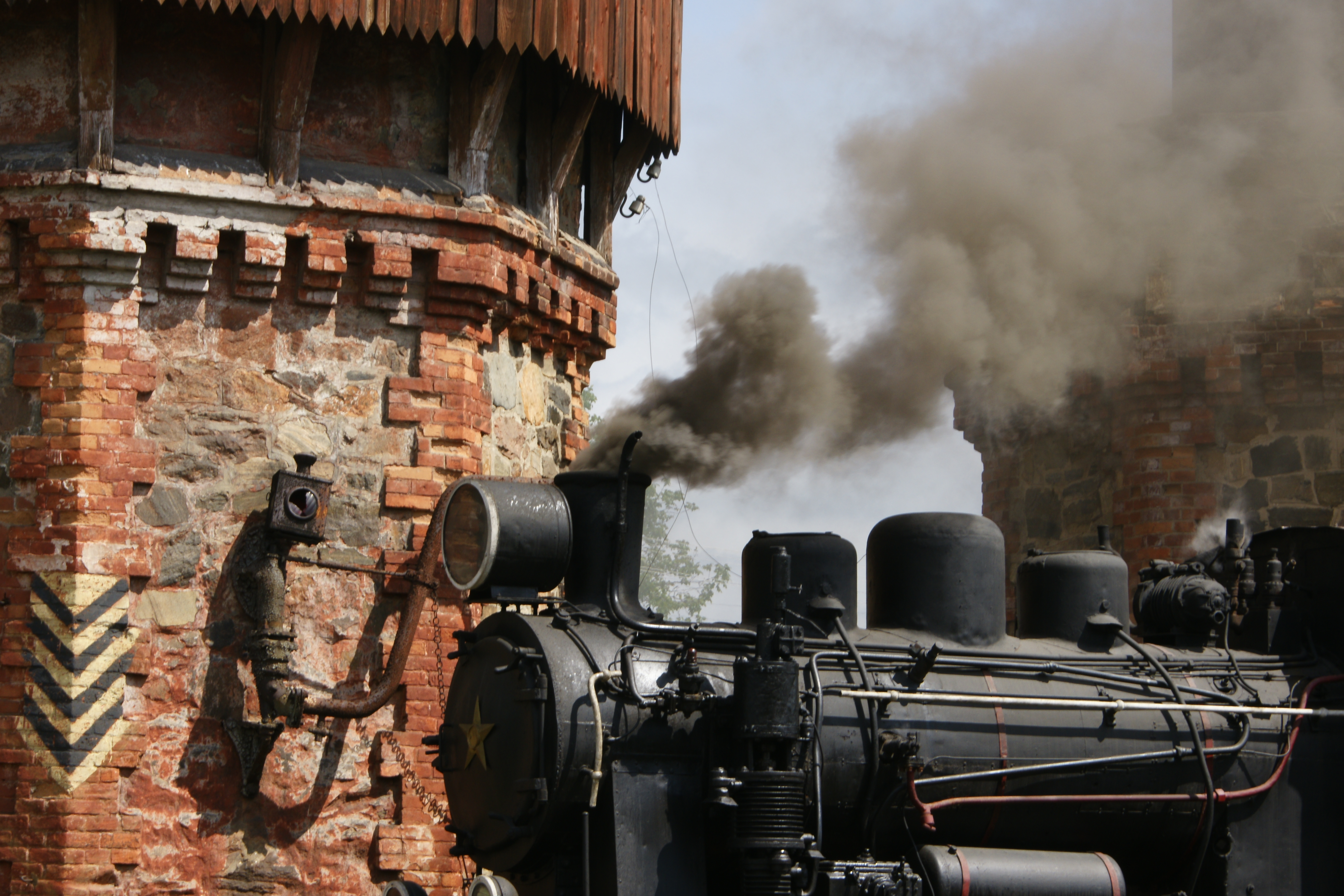
Паровоз та дим
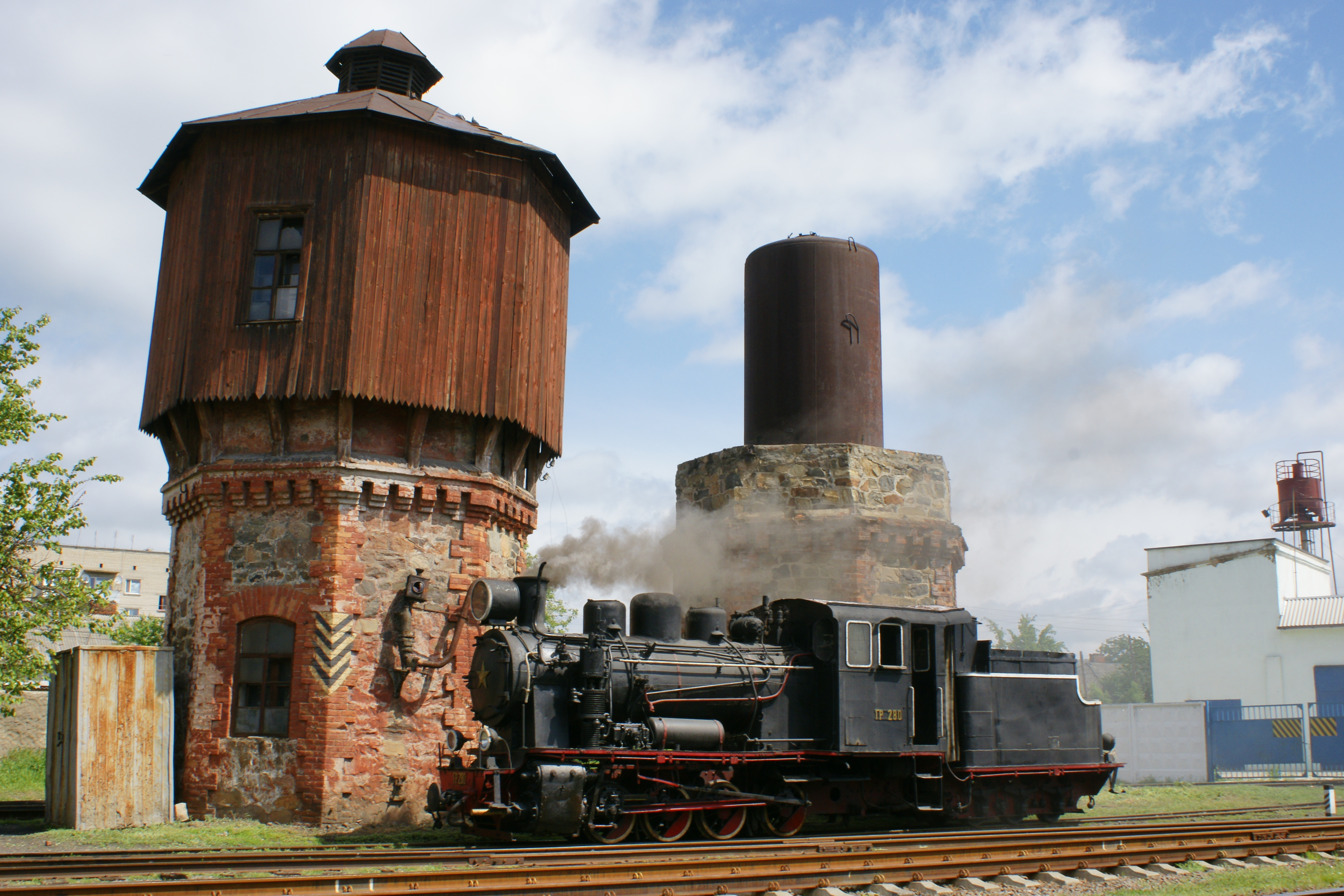
Водонапірна башта та паровоз
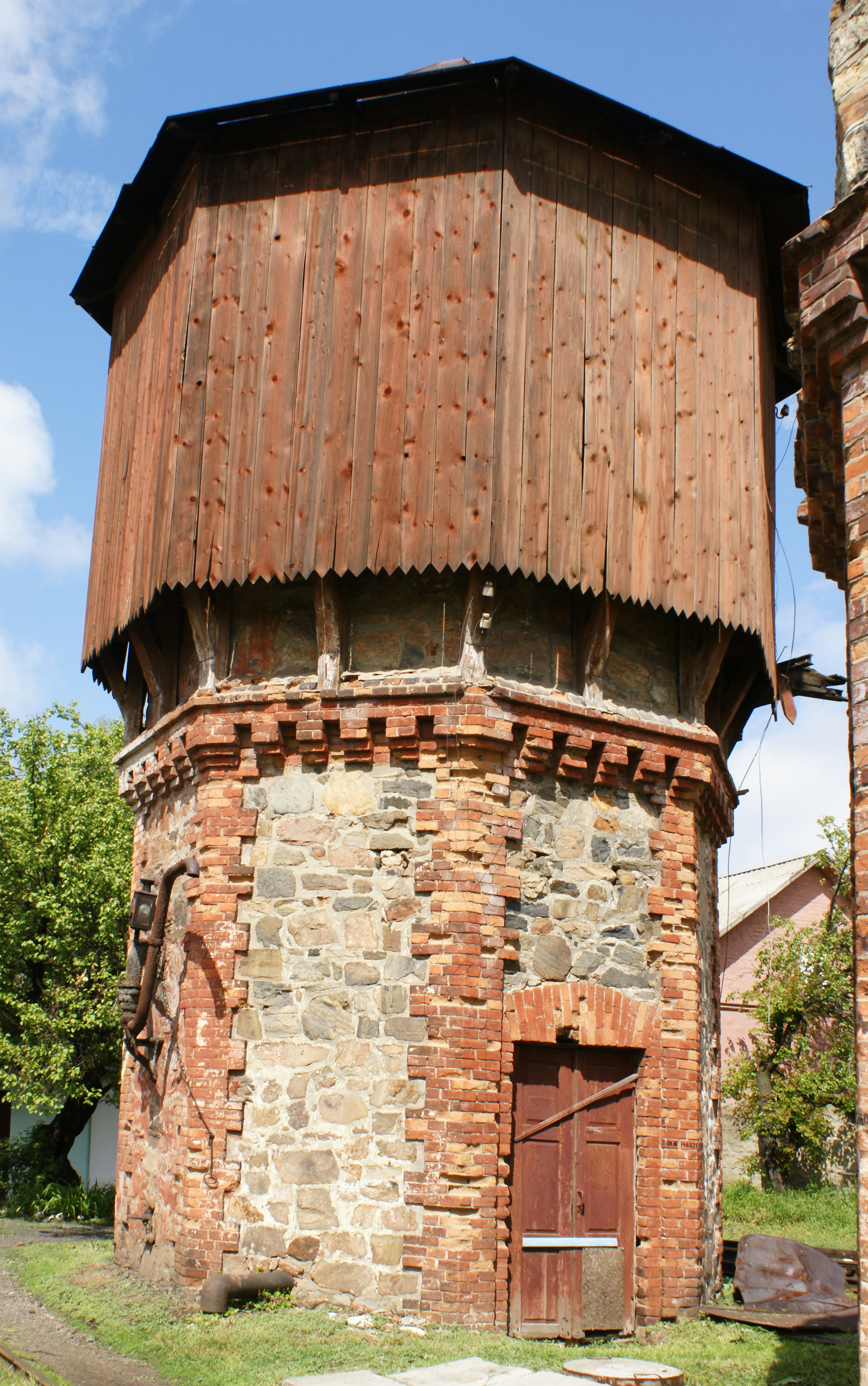
Водонапірна башта
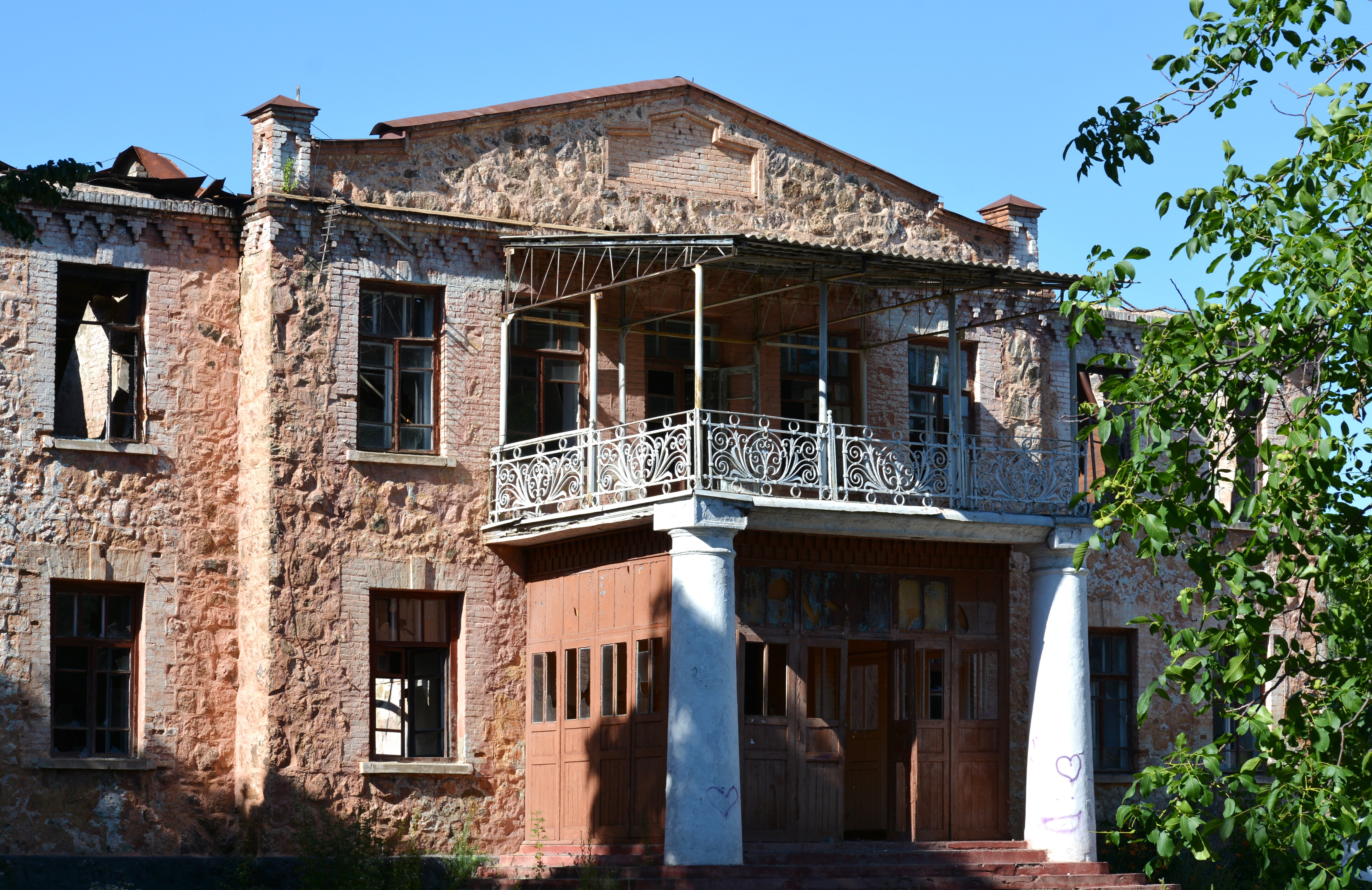
Будинок культури
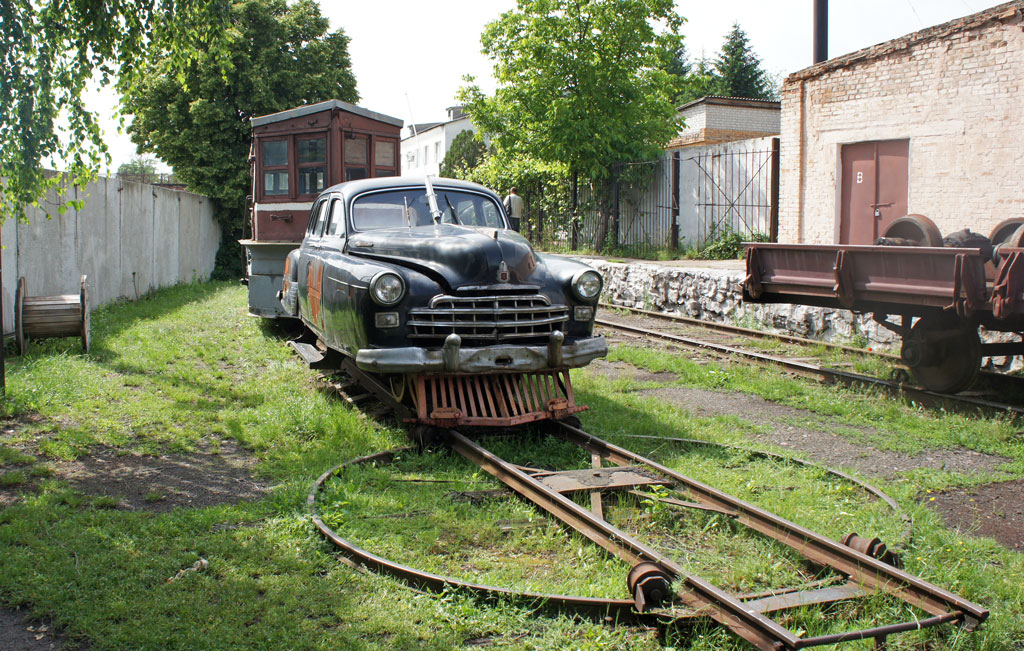
ЗІМ депо Гайворон
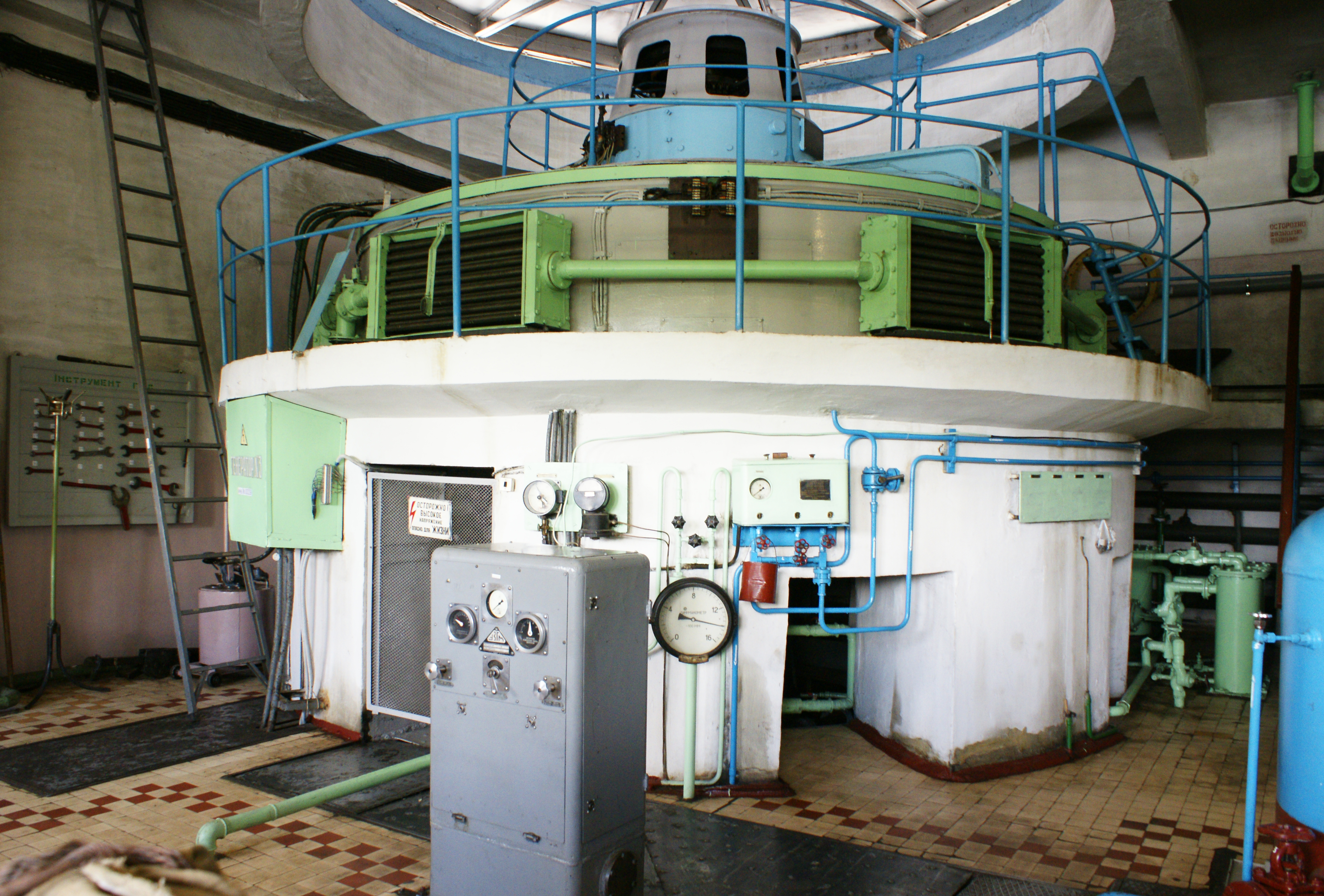
Генератор гідроелектростанції
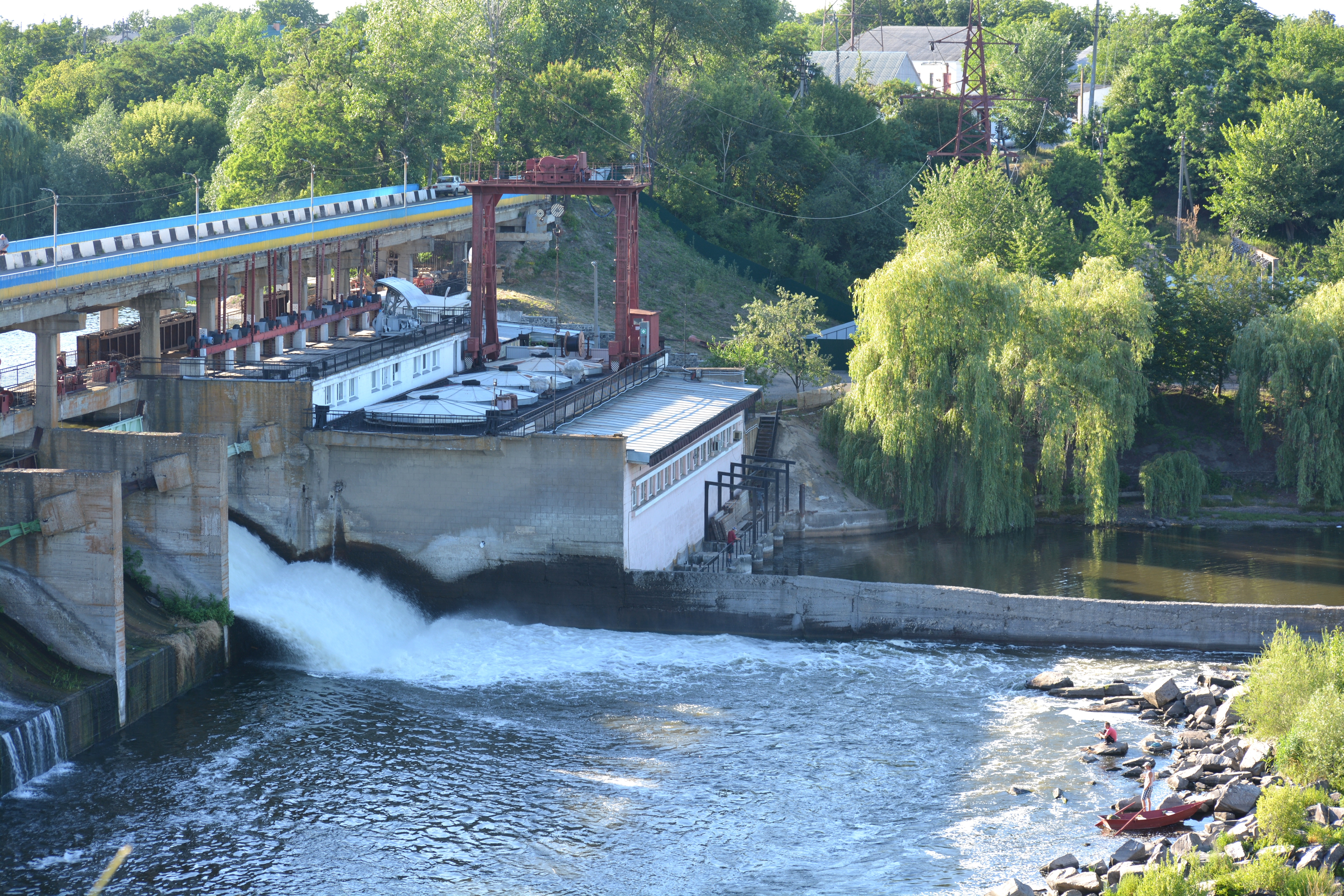
Гідроелектростанція